# رجل بيت صيدا الأعمى

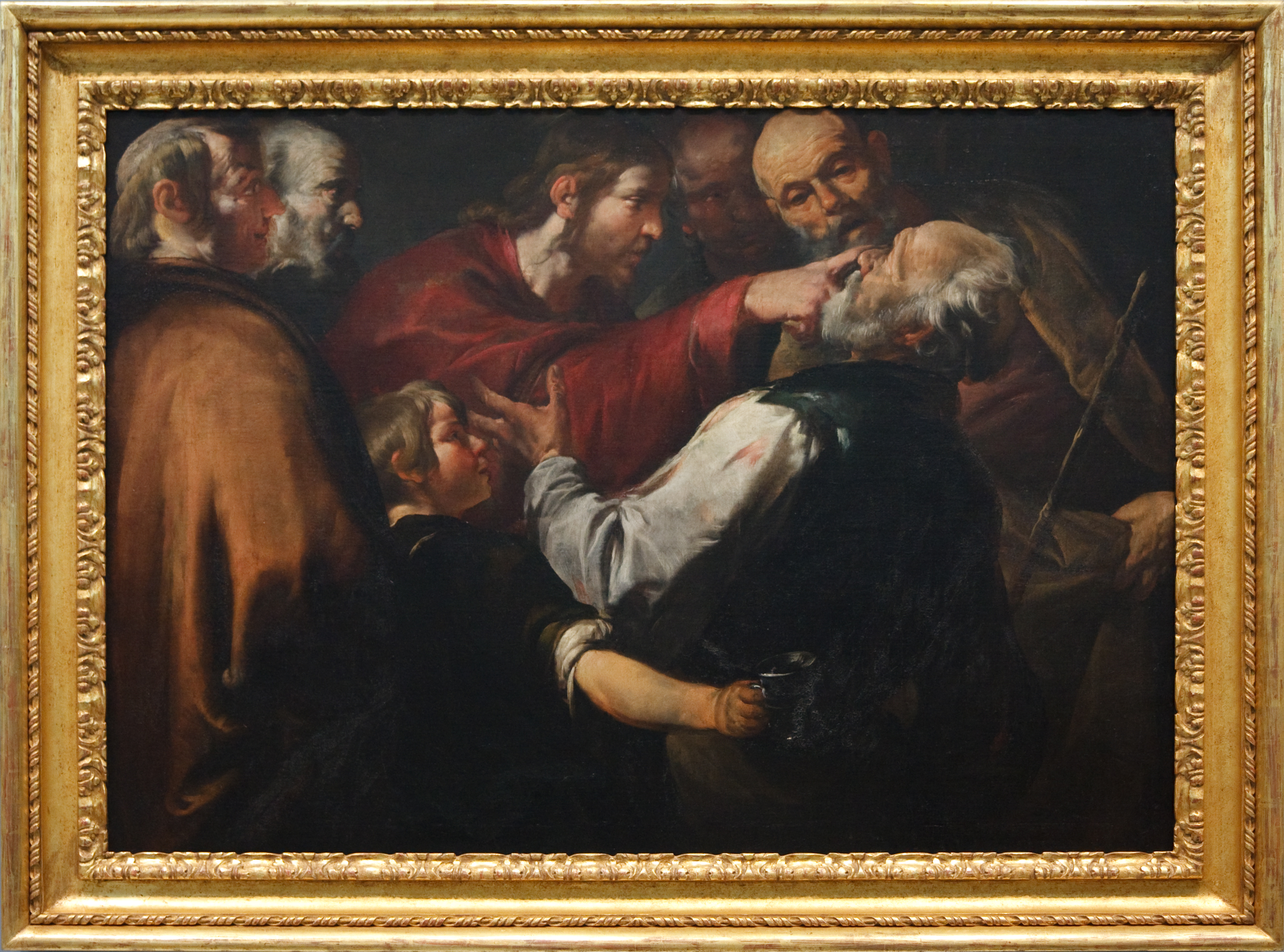
لوحة ليسوع يشفى الاعمى

رجل بيت صيدا الأعمى وفقا لإنجيل مرقس، عندما جاء يسوع إلى بيت صيدا، وهي مدينة في الجليل، طُلب منه شفاء رجل أعمى. فذهب يسوع إلى المريض، ووضع بعض الوحل على عينيه، ثم وضع يديه عليه. "أرى الرجال مثل الأشجار، والمشي"، قال الرجل. وكرر يسوع الإجراء مرة أخرى، مما أسفر ان الاعمى مبصر بشكل واضح وكامل. ثم أمره يسوع أن لا يخبر أحدا في المدينة.